# بيرفورد سامبسون
بيرفورد سامبسون هو فلاح وسياسي أسترالي، ولد في 30 مارس 1882 في لاونسستون في أستراليا، وتوفي في 5 يونيو 1959 في Pennant Hills ‏ في أستراليا. نشط حزبياً في Nationalist Party (Australia) ‏ والحزب الليبرالي الأسترالي وحزب أستراليا المتحدة. وقد انتخب عضو مجلس الشيوخ الأسترالي ‏ عن دائرة Tasmania ‏ (1 يوليو 1941 – 30 يونيو 1947) وانتخب عضو مجلس الشيوخ الأسترالي ‏ عن دائرة Tasmania ‏ (14 نوفمبر 1925 – 30 يونيو 1938).